# Neder-Betuwe
Neder-Betuwe – gmina w Holandii, w prowincji Geldria. W skład gminy wchodzą miejscowości Dodewaard, Echteld, IJzendoorn, Kesteren, Ochten i Opheusden.